# Jean Prévost (verrier)
Pour les articles homonymes, voir Jean Prévost et Prévost.
Jean Prévost  ou plutôt Magister Johanni Preppositi, (actif à partir de 1471, mort à Lyon, vers 1503-1504) est un maître-peintre et Maître-verrier de la Renaissance, d'origine florentine.

## Histoire

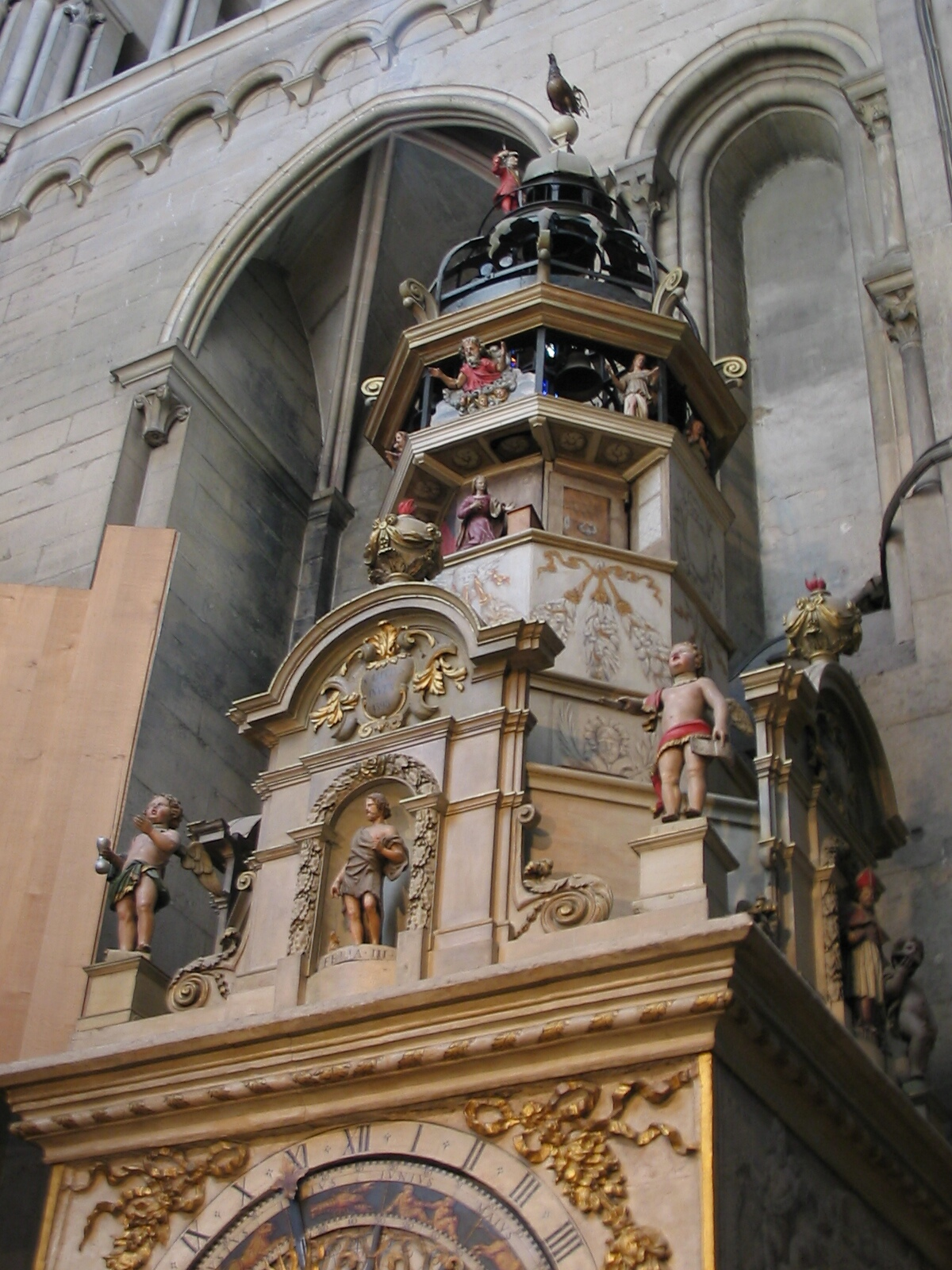
L'horloge astronomique de la cathédrale saint-Jean.

Jean Prevost ou plutôt Magister Johanni Preppositi, apparaît comme peintre et verrier du chapitre cathédral de Lyon. Il succède à ce poste le 25 septembre 1471 à Laurent Girardini, descendant de la branche des Gheradini de Florence exilée en France le siècle précédent, dont il est le gendre. En 1498, Pierre de Paix dit d'Aubenas lui a succédé dans cette charge, qui sera remplacé lui-même par Corneille de La Haye. Source peut-être de la confusion entre Jean Hay et Jean Prevost.
Il travaille à de nombreuses reprises pour des entrées solennelles royales ou d'autres grands personnages. Il intervient pour la cérémonie de Louis XI en 1476. Le 7 mars 1489 (1490), avec Jean Perréal, il œuvre à l'entrée de Charles VIII et en 1494, avec Jean Bourdichon et Pierre de Paix, il a exécuté des peintures « sur les estandars, banières, banneroles et autres paremens » de la nef que montait le duc d'Orléans.
Il peint en 1481 et 1482 la statue de Dieu du pinacle de Saint-Jean. En 1488, il peint l'horloge astronomique de la même cathédrale.
Nous avons la preuve de la présence de Magister Johanni sur Moulins en 1490
En 1493, son imposition sur sa maison à la tour Rose de la rue des Change ne laisse peu de doutes quant à son origine florentine, tout comme la déduction de ces impôts quant à sa succession confirme également son origine, car c'est une réduction d'impôts qui avait été accordée aux Florentins de Lyon.
Il apparaît comme un des signataires des statuts des peintres, des tailleurs d'images et des verriers de Lyon, statuts confirmés par lettres patentes données à Lyon en décembre 1496 par Charles VIII.
Il est présent sur Moulins au moment de la réalisation du triptyque du Maitre de Moulins confirmée par une pièces aux archives départementales du Rhône.
Pièce N° 46 - Mémoire produit au consulat par le peintre Jean Prevost (Magister Johanni Preppositi) : " Et premier j'ay fet le patron de l'écuson et l'invension ; - item fait III grandes istoyres de l'invension de maistre Jehan Salles ; - item j'ay demouré deux semaines à Mollins sans y avoir afferre que pour escripre et noster toute l'entrée pour la vous savoir racomter et vous garder de redite, comme j'ay fet pour trouver quelque chose de noviau. " - Le mémoire se termine par cette supplique : " Messieurs, je ne demande que voustre grace ; je ne vis que de mon mestier ; donnés moy se que vous plaira pour tout ce que j'ey fet. " Notre l'écu dont il est question ci-dessus avait 25 pieds de haut et 16 de large.
Sources: CC/511 Piece N°46, https://recherches.archives-lyon.fr/ark:/18811/x5bk82pfhdz0

## Corpus d'œuvre et attributions
Albert Chatelet propose de voir en lui le Maître de Moulins, mais l'ensemble des spécialistes et historiens d'art reconnaissent Jean Hey dans le Maître de Moulins